# Bernhard Kamnitzer
Bernhard Kamnitzer (* 25. Oktober 1890 in Dirschau; † 15. Juli 1959 in New York City) war ein deutscher Rechtsanwalt, Landgerichtsrat und Senator für Finanzen in der Freien Stadt Danzig (1928–1931) im Senat Sahm III und Politiker (SPD sowie Sozialdemokratische Partei der Freien Stadt Danzig).

## Leben
Kamnitzer studierte 1909 bis 1912 Jura an der Universität Danzig sowie an der Universität Königsberg (Preußen). Er wurde Soldat im Ersten Weltkrieg und wurde im August 1921 zum Landgerichtsrat gewählt. Kamnitzer war 1928 bis 1934 Repräsentant (Beisitzer) im Vorstand des Centralvereins Danziger Staatsbürger jüdischen Glaubens und zählte zu den Vertretern des liberalen Judentums. Von 1924 bis 1929 war er für die Sozialdemokratische Partei der Freien Stadt Danzig Mitglied im Danziger Volkstag, ab 1928 parlamentarischer Senator und von 1929 bis 1930 hauptamtlicher Finanzsenator. Er bewirkte die Annullierung der Danziger Kriegsfolgelasten bei der Haager Schuldenkonferenz 1930. 
Nach 1930 arbeitete als Rechtsanwalt in Danzig vor allem in Auseinandersetzungen mit den Nationalsozialisten. Im Zuge der nationalsozialistischen Gleichschaltung war er kurzfristig inhaftiert und erhielt ein Berufsverbot. Er emigrierte 1938 nach Großbritannien und später nach New York, USA. Im Frühjahr 1940 wurde er vom Reichssicherheitshauptamt auf die Sonderfahndungsliste G.B. gesetzt, ein Verzeichnis von Personen, die im Falle einer erfolgreichen Invasion und Besetzung Großbritanniens durch die Wehrmacht, automatisch und vorrangig von Sonderkommandos der SS ausfindig gemacht und verhaftet werden sollten.
Nach dem Zweiten Weltkrieg vertrat Kamnitzer Wiedergutmachungsansprüche jüdischer Danziger Bürger gegen die Bundesrepublik Deutschland und war Präsident der American Danzig Association.